# Stourport-on-Severn
Stourport-on-Severn ist eine Stadt im Distrikt Wyre Forest der britischen Grafschaft Worcestershire am Fluss Stour in der näheren Umgebung von dessen Mündung in den Fluss Severn. Die Volkszählung im Jahr 2011 ergab in der Stadt die Zahl von 20.292 Einwohnern.
Die Stadt liegt auch am historischen Staffordshire-Worcestershire-Kanal, der vom Severn bis zum Trent-und-Mersey-Kanal führt und heute lediglich noch touristische Bedeutung hat, aber erhalten blieb, weil er ein geschütztes Denkmal ist. Von  1902 bis zu seinem Tod 1947 lebte der Politiker Stanley Baldwin auf dem in Stourport gelegenen Landsitz Astley Hall. Baldwin war von 1908 bis 1937 Member of Parliament sowie dreimal (1923–1924 und 1924–1929 sowie 1935–1937) Premierminister des Vereinigten Königreichs.
Im März 2006 wurde der Stadt Stourport der Titel Fairtrade Town durch die Fairtrade Foundation verliehen.

## Städtepartnerschaft
Partnerstadt von Stourport-on-Severn ist Villeneuve-le-Roi in der französischen Region Île-de-France.

## Söhne und Töchter der Stadt
- Andrew Yarranton (1616–1684), Unternehmer
- Ray Thomas (1941–2018), Pop-Musiker

## Nachweise
1. ↑  Worcestershire County Council – Census 2011 (Memento des Originals vom 16. Oktober 2011 im Internet Archive)  Info: Der Archivlink wurde automatisch eingesetzt und noch nicht geprüft. Bitte prüfe Original- und Archivlink gemäß Anleitung und entferne dann diesen Hinweis.
2. ↑  Website der Stadt – Fairtrade Stourport